# Hrabstwo Polk (Oregon)
Hrabstwo Polk (ang. Polk County) – hrabstwo w stanie Oregon w Dolinie Willamette w Stanach Zjednoczonych. Obszar całkowity hrabstwa obejmuje powierzchnię 744,15 mil² (1927,34 km²). Według szacunków United States Census Bureau w roku 2009 miało 78 122 mieszkańców.
Hrabstwo powstało w 1845 roku. 

## Miasta[4]
- Dallas
- Falls City
- Independence
- Monmouth
- Salem

## CDP[4]
- Eola
- Grand Ronde
- Rickreall